# Ornithogalum atticum
Ornithogalum atticum är en sparrisväxtart som beskrevs av Pierre Edmond Boissier och Theodor Heinrich von Heldreich. Ornithogalum atticum ingår i släktet stjärnlökar, och familjen sparrisväxter. Inga underarter finns listade i Catalogue of Life.